# 낭미충증
낭미충증(囊蟲症, cysticercosis), 구칭은 유구낭미충증은 갈고리촌충 유충에 의해 발병하는 조직 감염이다. 낭충증에 걸리더라도 수년에 걸쳐 증상이 거의 없거나 아예 없을 수도 있다. 특히 아시아와 같은 일부 사례에 따르면 1~2 센티미터 정도의 고체 덩어리가 피부 아래에서 커질 수 있다. 수개월에서 수년이 지나면 이러한 덩어리들은 더 고통스럽게 되고 부어오른 뒤 해결될 수 있다. 뇌유낭미충증과 같은 특별한 종류의 증상은 뇌에 영향을 미칠 수 있으며 신경학적 증상을 보일 수 있다. 개발도상국에서 이 질병은 가장 흔한 발작의 원인들 가운데 하나이다.
이 질병을 일으키는 갈고리촌충은 아시아, 사하라 이남 아프리카, 라틴아메리카 지역에서 특히 흔하다.

## 같이 보기
- 포충증